# Stanisław Broniewski (dziennikarz)
Stanisław Broniewski (ur. 28 maja 1900 w Krakowie  – zm. 20 czerwca 1979 w Krakowie) − jeden z pionierów radiofonii krakowskiej, dziennikarz i reżyser radiowy, inżynier rolnictwa, literat. Ojciec Tadeusza Broniewskiego.

## Życiorys
Ukończył III Gimnazjum im. Króla Jana Sobieskiego w Krakowie.
Uczestniczył w bitwie o Lwów w 1918 oraz wojnie polsko-bolszewickiej (1919-1921).
W 1922 ukończył studia na Wydziale Rolnym Uniwersytetu Jagiellońskiego uzyskując tytuł inżyniera rolnictwa. Pracował w Państwowym Gimnazjum im. A. Witkowskiego (1923-1926) oraz Zakładzie Hodowli Roślin i Doświadczalnictwa Rolnego Uniwersytetu Jagiellońskiego (1927-1936).
Związany był rozgłośnią Polskiego Radia w Krakowie od początku jej istnienia - jako współorganizator Krakowskiej Radiostacji Oświatowej (1925-1926), kierownik działu łączności ze słuchaczami, reżyser słuchowisk (1927-1936) oraz kierownik literacko-słuchowiskowy, kierownik programowy i wicedyrektor (1936-1939). Był autorem około 500 felietonów z cyklu Skrzynka Radiowa.
W czasie okupacji kierował konspiracyjną organizacją radiowców. Zdołał ocalić część radiowego archiwum dźwiękowego.
Po wojnie pracował krótko jako kierownik Stacji Oceny Nasion Izby Rolnej w Krakowie (1945-1946). Był więziony od 1946 do 1949. Po wyjściu na wolność pracował w Instytucie Hodowli i Aklimatyzacji Roślin w Krakowie (1949-1966).
Prowadził w Telewizji Polskiej cykl programów „Kraków mało znany”.
Był autorem wspomnień oraz książek związanych z tematyką Galicji, a także Młodej Polski, których był wybitnym znawcą. Był również autorem prac naukowych z dziedziny nasiennictwa.
Został pochowany na Cmentarzu Salwatorskim.

## Książki (wybór)
- Cielęce lata (1939)
- Kopiec wspomnień (1959) - współautor
- Zielone awantury (1961)
- Przez sitko mikrofonu (1965)
- Igraszki z czasem czyli minione lata na cenzurowanym (1970)
- Spotkania z Krakowem (1975)